# Bariumtitanaat
Bariumtitanaat is het titanaat van barium, een anorganische verbinding met als brutoformule BaTiO3. Bariumtitanaat is in kleine kristallen een wit poeder, in grote kristallen is het transparant. Het is een ferro-elektrisch keramisch materiaal dat zowel fotorefractieve als piëzo-elektrische eigenschappen vertoont. Het vindt toepassing als condensator, elektromechanische omzetter en in de niet-lineaire optica.

## Structuur

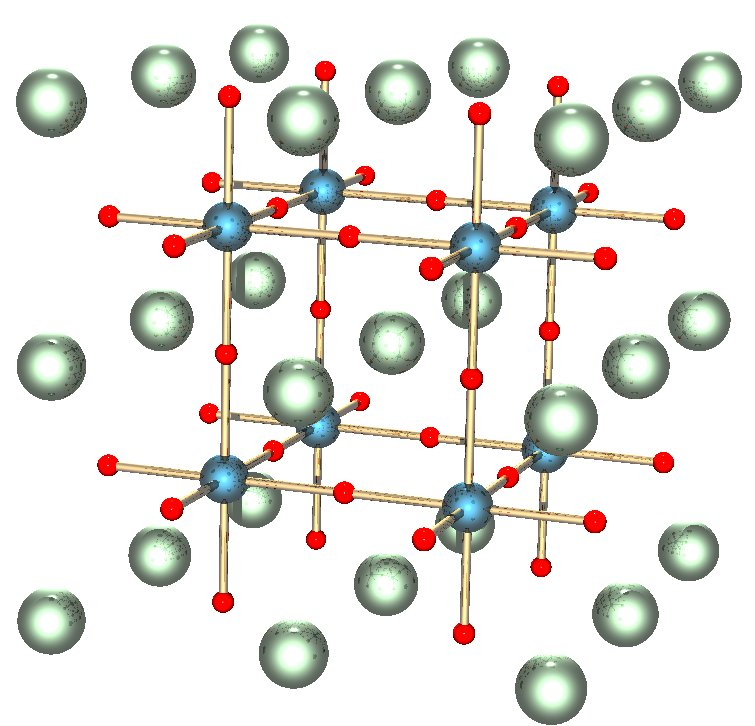
Structuur van cubisch BaTiO_{3}. De rode bolletjes zijn de zuurstof-atomen, Ti^{4+} is blauw, Ba^{2+} is groen.

De vaste stof vertoont polymorfie, afhankelijk van de temperatuur. Van hoge naar lage temperatuur zijn dit:
Kubisch kristalroosterDeze fase is het eenvoudigst te beschrijven. Hij bestaat uit kubussen waarbij titaan-atomen op de hoekpunten zitten en zuurstofatomen langs de ribben de verbinding vormen met het titaan-atoom op een andere hoek. De Ba2+-ionen vormen het middelpunt van elk van de kubussen.
Tetragonaal kristalrooster
Orthorombisch kristalrooster
Hexagonaal kristalrooster
Al deze vormen vertonen ferro-elektrische eigenschappen, behalve de kubische fase.
De laatste drie, minder symmetrische kristalvormen zijn stabiel bij lagere temperatuur. De structuur ontstaat door het verschuiven van de Ti4+-ionen naar minder gecentreerde posities. De opmerkelijke eigenschappen van dit materiaal zijn het gezamenlijk effect van deze verstoringen van de symmetrie.
In de vloeistoffase overheerst een opmerkelijk andere structuur-element in vergelijking met de vaste fase. Het merendeel van de Ti4+-ionen maakt dan deel uit van een TiO4+4−-cluster dat in evenwicht is met meer complexe structuren.

## Productie en eigenschappen

### Synthese

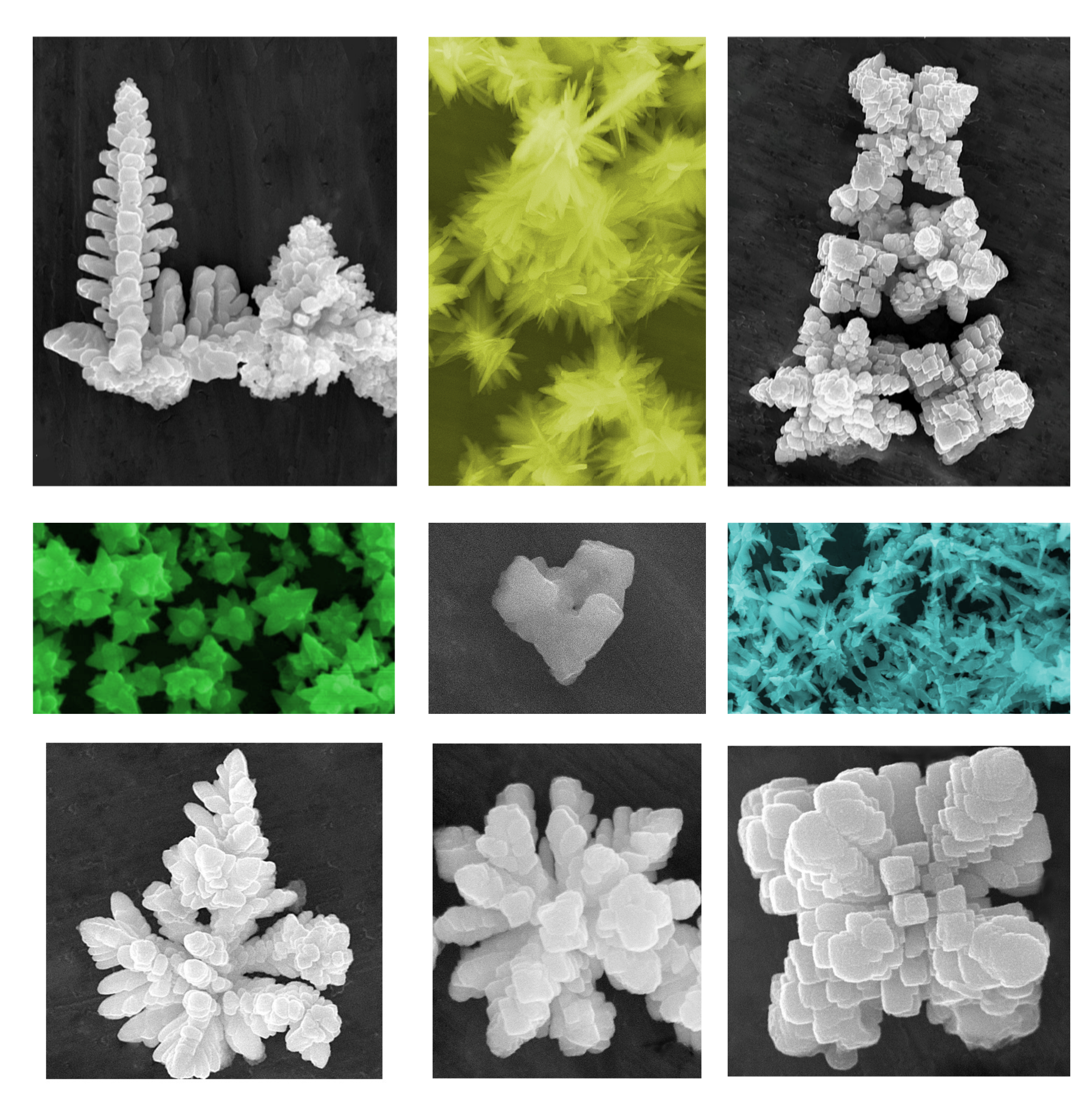
Beelden van deeltjes BaTiO_{3} met behulp van een Scanning Electron Microscoop (SEM). De verschillende vormen ontstaan in reactie op de exacte synthese-omstandigheden, type reactie, temperatuur of oplosmiddel. De grootte en de vorm kunnen variëren als reactie op concentraties van uitgangsstoffen of de tijd. Kleuren zijn een optisch effect, gebruikt om de verschillende grijswaarden beter te kunnen onderscheiden.

In het algemeen ontstaat tijdens een neerslagreactie uit een waterige oplossing bolvormige bariumtitanaat-deeltjes in maat variërend van slechts enkele tot meerdere honderden nanometers. De grotere deeltjes ontstaan door de concentratie van de reactanten te verlagen. Bij hele lage concentraties krijgen de deeltjes dendriet-achtige vormen.
Bariumtitanaat kan gesynthetiseerd worden via de relatief simpele sol–hydrothermale methode.
Een tweede methode bestaat uit het samen verwarmen van bariumcarbonaat en titaniumdioxide. De reactie verloopt via liquid phase sintering. Eenkristallen kan men laten groeien bij een temperatuur van ongeveer 1100 °C, gesmolten kaliumfluoride is daarbij het oplosmiddel. Bariumtitanaat wordt vaak gedoteerd met andere materialen, bijvoorbeeld met strontium. Hierbij ontstaat een vaste oplossing met strontiumtitanaat.
Er is veel aandacht besteed aan de relatie tussen de deeltjes-morfologie van bariumtitanaat en de eigenschappen ervan. Het is een van de weinige keramische materialen waarvan bekend is dat ze abnormale kristalgroei (Engels: abnormal grain growth) vertonen. Dit betekent dat er (relatief) vrij grote kristallen groeien in een omgeving van veel kleinere kristallen. Dit heeft belangrijke gevolgen voor de dichtheid en andere fysische eigenschappen van de stof.
Volledig hoge-dichtheid nanokristallijn bariumtitanaat heeft een 40% hogere permittiviteit dan het langs de klassieke weg bereide materiaal. Insluitingen van bariumtitanaat in tin leiden tot een product met een hogere viscoelastische stijfheid dan diamant. Bariumtitanaat vertoont twee fase-overgangen waarbij de kristalvorm en het volume veranderen. Deze fase-overgangen geven bariumtitanaat een negatieve bulk modulus (Young's modulus). Dit wil zeggen dat als een kracht op de in tin ingesloten kristallen wordt uitgeoefend er verschuivingen in het kristal optreden in de tegenovergestelde richting, waardoor de hele stof stijver wordt.

### Reacties
- Zoals veel oxides is bariumtitanaat onoplosbaar in water, maar lost het wel op in zwavelzuur.
- Bariumtitanaat reageert met stikstoftrichloride waarbij een groen-grijs mengsel ontstaat. De ferro-elektrische eigenschappen blijven behouden in dit mengsel.

### Bandgap
Bulkmateriaal heeft bij kamertemperatuur een bandgap van 3,2 eV, maar dit neemt toe tot ongeveer ~3,5 eV als de deeltjesgrootte omlaag gaat van ongeveer 15 naar 7 nm.

## Toepassingen

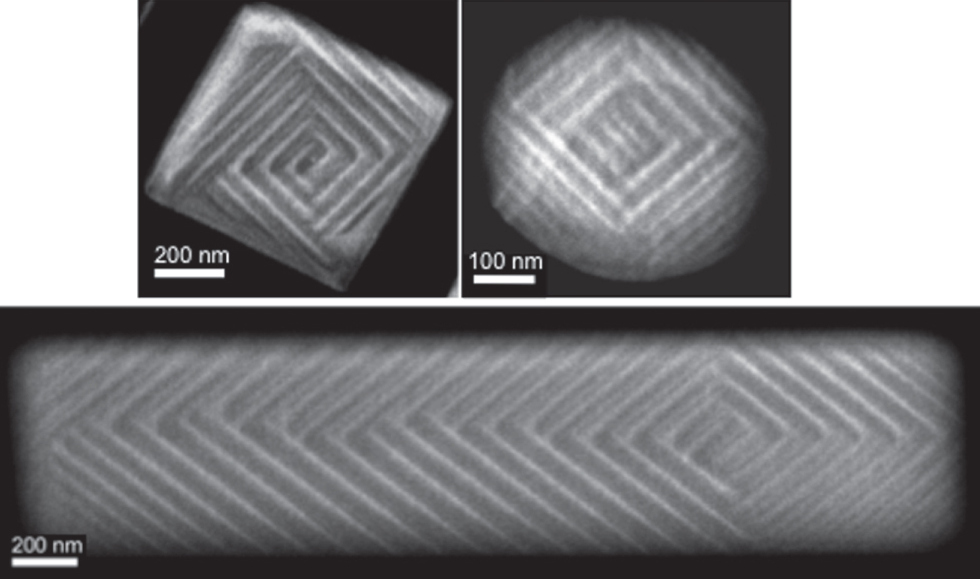
Scanning transmissie electron microscopie van ferroelastische domeinen die zich vormen tijdens het koelen in BaTiO_{3} bij het passeren van de Curietemperatuur.

CondensatorenBariumtitanaat is een diëlektrisch keramisch materiaal dat toegepast wordt in condensatoren. De diëlektrische constante is ongeveer 7000. In een klein temperatuurbereik zijn zelfs waarden van 15.000 mogelijk. Ter vergelijking: voor de meeste keramische stoffen gelden diëlektrische constanten kleiner dan 10 met een enkele uitschieter (titaniumdioxide, TiO2) tot tussen de 20 en 70.
MicrofoonsBariumtitanaat vertoont ook piëzo-elektrische effecten en het wordt toegepast in microfoons en soortgelijke sensors.
Als piëzo-elektrisch materiaal is bariumtitanaat tegenwoordig (2015) grotendeels vervangen door loodzirconaattitanaat.

ThermostaatPolykristallijn bariumtitanaat heeft een positieve temperatuurcoëfficiënt voor zijn weerstand waardoor het een geschikte stof is voor thermistors en zelf-regulerende elektrische verwarmingen.
VoertuigentechniekZeer zuiver bariumtitanaat-poeder kan worden toegepast als sleutelcomponent in een nieuwe generatie condensatoren, bruikbaar als tijdelijke energieopslag in elektrische voertuigen.
BiocompatibiliteitTen gevolge van de grote biocompatibiliteit worden nanodeeltjes van bariumtitanaat toegepast voor het afgeven van medicijnen op geselecteerde plaatsen in het lichaam.
Magneto-elektrisch effectVoor bariumtitanaat zijn zeer grote waarden magneto-elektrische effecten beschreven.

## Natuurlijk voorkomen
Barioperovskiet is een heel zeldzaam natuurlijk analogon van BaTiO3. Het wordt gevonden als microinclusies in benitoiet.